# 10829 Мацуобасьо
10829 Мацуобасьо (10829 Matsuobasho) — астероїд головного поясу, відкритий 22 жовтня 1993 року.
Тіссеранів параметр щодо Юпітера — 3,581.